# Сайфитдинов, Фуат Ганеевич
Сайфитдинов Фуат Ганеевич — российский государственный деятель, председатель Тюменской областной Думы.

## Биография
Родился 6 июля 1950 года в посёлке Перегрёбное Октябрьского района Ханты-Мансийского автономного округа — Югры.
В 1972 году окончил Тюменский индустриальный институт по специальности «Химическая технология переработки нефти и газа», квалификация «Инженер химик-технолог». В 1995 году окончил Академию народного хозяйства при Правительстве Российской Федерации, квалификация «Магистр государственного управления».
До избрания в Тюменскую областную Думу — вице-губернатор Ямало-Ненецкого автономного округа.
С 23 сентября 2022 года — председатель Тюменской областной Думы.
Член партии «Единая Россия». Кандидат социологических наук.
Награждён медалями «За строительство БАМа» (1981 г.), «За освоение недр и развитие нефтегазового комплекса Западной Сибири» (1986 г.), медалью ордена «За заслуги перед отечеством» II степени (2011 г.), знаком отличия «За заслуги перед Ямалом» (2014 г.)